# ريتشارد لان
ريتشارد لان (بالإنجليزية: Richard Lane)‏ (2 يناير 1794 - 26 يناير 1870) هو لاعب كريكت بريطاني (وحمل سابقاً جنسية المملكة المتحدة لبريطانيا العظمى وأيرلندا ومملكة بريطانيا العظمى).